# Tratado de Anexação Japão-Coreia
O Tratado de Anexação Japão-Coreia foi um contrato forçado entre o Império Japonês e o Império Coreano, que dissolveu o Império da Dinastia Joseon (1392-1910) e se tornou uma colônia sob o nome de Chosŏn (Japonês Chōsen) no Império Japonês integrado.

## História
Na segunda metade do século XIX, o Império Joseon ficou no meio dos conflitos entre o Império Japonês, o Império da Dinastia Qing chinesa e o Império Russo. As fraquezas da monarquia fizeram de Joseon o "joguete" das potências vizinhas e, em certa medida, também dos países ocidentais, a começar pelo Tratado de Ganghwa, em que o então rei Gojong, em 1876, devido a uma agressão militar anteriormente encenada pelo Japão contra Joseon, aceitou um tratado com o Japão, que, embora consagrando a soberania de Joseon, o forçou a abrir mais portos marítimos para o comércio com o Japão e permitiu ao Império Japonês explorar as costas de Joseon e para mapear. Nos anos seguintes, novos contratos com o Japão se seguiram, o que permitiu ao Império Japonês ter cada vez mais influência política sobre Joseon. Em novembro de 1905, Joseon foi declarado protetorado do Japão com o Tratado de Eulsa e um residente geral japonês foi nomeado para Joseon sob o filho de Gojong, o imperador Sunjong. Este tratado foi o precursor do tratado de anexação.
Em 30 de maio de 1910, o general japonês e ex-ministro da Guerra Terauchi Masatake foi nomeado residente geral de Joseon, após a renúncia de Itō Hirobumi, que já havia se manifestado a favor da anexação de Joseon devido à falta de apoio popular.
Terauchi Masatake acelerou as negociações com o governo Joseon e, a partir de 23 de julho de 1910, negociou o tratado de anexação com o primeiro-ministro amigo do Japão Yi Wan-yong (이완용) em Seul. O tratado de anexação foi aprovado em 18 de agosto pelo gabinete do governo Joseon, assinado em 22 de agosto pelo primeiro-ministro Yi Wan-yong e pelo presidente-geral japonês Terauchi Masatake e anunciado em 29 de agosto de 1910 pelo Ministério das Relações Exteriores japonês.

## O tratado de anexação (tradução)
Apesar do trabalho sério e árduo de reformas na administração da Coreia, nas quais os governos do Japão e da Coreia estão engajados há mais de quatro anos desde a conclusão do Acordo de 1905, o sistema de governo existente neste país não foi totalmente comprovado no dever de manter a ordem e a calma públicas; e, além disso, o espírito de suspeita e engano domina toda a península.
Para manter a paz e a estabilidade na Coreia, para promover a prosperidade e o bem-estar dos coreanos e, ao mesmo tempo, garantir a segurança e a tranquilidade dos residentes estrangeiros, ficou muito claro que mudanças fundamentais são absolutamente necessárias no atual regime de governo. Os governos do Japão e da Coreia, convencidos da necessidade urgente de introduzir reformas que atendam às necessidades da situação e ofereçam garantias suficientes para o futuro, têm, com o consentimento de Sua Majestade, o Imperador do Japão e Sua Majestade o Imperador da Coreia, por meio de seus agentes, assinaram um tratado que prevê a anexação total da Coreia ao Império do Japão. 

Sua Majestade o Imperador do Japão e Sua Majestade o Imperador da Coreia imaginam as relações estreitas e especiais entre seus respectivos países no desejo de promover a riqueza comum das duas nações e garantir uma paz duradoura no Extremo Oriente, e estão convencidos de que estes objetivos podem ser melhor alcançados por meio da anexação da Coreia ao Império do Japão, optamos por concluir um tratado sobre essa anexação e, para esse fim, os nomeamos como seus plenipotenciários, o que será dito por Sua Majestade o Imperador do Japão, Visconde Terauchi Masatake, Residente-Geral, e em nome de Sua Majestade, o Imperador da Coreia, Yi Wan-Yong, Primeiro-Ministro, que em conferência conjunta e consulta aprovou os seguintes artigos:
- Artigo 1. Sua Majestade o Imperador da Coreia faz a cessão total e permanente de todos os direitos soberanos sobre toda a Coreia a Sua Majestade o Imperador do Japão.
- Artigo 2. Sua Majestade o Imperador do Japão aceita a atribuição mencionada no artigo anterior e consente com a anexação total da Coreia ao Império do Japão.
- Artigo 3. Sua Majestade, o Imperador do Japão, dará a Suas Majestades o Imperador e Ex-Imperador, e Sua Alteza Imperial o Príncipe Herdeiro da Coreia, e seus companheiros e herdeiros os títulos, dignidade e honra que sejam apropriados a suas respectivas categorias, conceder e assegurar bolsas anuais suficientes para o recebimento de tais títulos, dignidade e honras.
- Artigo 4. Sua Majestade o Imperador do Japão também concederá honra e tratamento adequados e os meios necessários para a manutenção de tal honra e tratamento aos membros da Casa Imperial da Coreia e seus herdeiros não mencionados no artigo anterior, conceder.
- Artigo 5. Sua Majestade o Imperador do Japão concederá concessões políticas e monetárias aos coreanos que sejam considerados tais reconhecimentos especiais por seus serviços meritórios.
- Artigo 6. Como resultado da anexação mencionada, o governo japonês assume todo o governo e administração da Coreia e se compromete a garantir a proteção total do povo e da propriedade dos coreanos e a promover a prosperidade de todos em conformidade com as leis aplicáveis lá.
- Artigo 7. O Governo do Japão, na medida em que as circunstâncias permitirem, empregará no serviço público japonês na Coreia aqueles coreanos que aceitarem lealmente e de boa fé o novo regime e que sejam devidamente qualificados para o serviço.
- Artigo 8. Este tratado, aprovado por Sua Majestade o Imperador do Japão e Sua Majestade o Imperador da Coreia, entrará em vigor assim que for promulgado.

22 de agosto, 4º ano de Yunghui (1910)
Yi, Wan-yong, primeiro-ministro (selo)
22 de agosto, 43º ano de Meiji (1910)

Visconde Terauchi Masatake, Residente Geral (selo)

## Disputa de legalidade
A legalidade do tratado foi posteriormente contestada pelo governo provisório exilado da República da Coreia e pelo governo sul-coreano. Embora o tratado tivesse o selo nacional do Império Coreano, o imperador Sunjong se recusou a assiná-lo sob a lei coreana. Do ponto de vista do governo japonês, o tratado surgiu legalmente, um ponto de vista que as nações ocidentais haviam adotado voluntariamente.
Mas o tratado de anexação de 1910 não se baseava mais em uma decisão livre do governo coreano ou do soberano do país imperador Sunjong, pois o império coreano já havia perdido sua soberania com a assinatura do Tratado de Protetorado de 17 de novembro de 1905 (Eulsa Tratado). artigo 1 do Tratado do Protetorado estipulava a representação externa de Joseon pelo Império Japonês, o que significava que contratos com países estrangeiros só eram possíveis com a aprovação do Japão, o que equivale a uma tarefa de soberania. O fato de o contrato ter surgido sob a ameaça de violência está fora de questão hoje e já foi publicado de forma clara e extensa na época. No entanto, as nações ocidentais adotaram a representação do império japonês a partir do caráter voluntário da assinatura do tratado. O fato de o tratado não ter sido assinado pelo soberano imperador Gojong na época, porque ele o rejeitou, mas apenas pelo ministro das Relações Exteriores do país, Park Je-sun (박제순), foi tacitamente ignorado pelo Ocidente, incluindo o governo alemão, que foi comprovadamente informado disso.
Park Je-sun foi autorizado a negociar com os japoneses, mas não foi autorizado a assinar o contrato. O selo de seu escritório foi confiscado pelo intérprete japonês e teria sido colocado sob o contrato posteriormente, mas apenas na versão coreana. A versão japonesa permaneceu sem selo. Um contrato sem selo não é válido em países asiáticos. Por esta razão, e porque ele não foi assinado pelo soberano do povo e selado, o contrato não foi realmente celebrado. 

## Literatura
- The Annexation of Korea to Japan. In: The American Journal of International Law. Vol. 4, No. 4. Cambridge University Press, Oktober 1910, S. 923–925, doi:10.2307/2186806 (Editorial Comment).
- Karl Leuteritz: „Ausfluß einer blanken Gewalttat“ - Deutsche diplomatische Dokumente zum japanisch-koreanischen Protektoratsvertrag vom 17.11.1905. In: Patrick Köllner (Hrsg.): Korea 1999 – Politik, Wirtschaft, Gesellschaft. Institut für Asienkunde, 1999, ISSN 1432-0142, S. 23–32, doi:10.11588/kjb.1999.0.3024.
- Kim Ji-hyung: The Japanese Annexation of Korea as Viewed from the British and American Press: focus on The Times and The New York Times. In: Center for Korean History (Hrsg.): International Journal of Korean History. Vol. 16, No. 2. Korea University, August 2011, ISSN 1598-2041, S. 87–123 (englisch, Online [PDF; 11,4 MB; abgerufen am 3. April 2019]).
- Yong-Chool Ha, Hong Yung Lee, Clark W. Sorensen: Colonial Rule and Social Changes in Korea, 1910–1945. University of Washington, Washington 2013, ISBN 978-0-295-80449-1